# Innocenti Mini Bertone
Pour les articles homonymes, voir Bertone et Carrozzeria Bertone.
L'Innocenti Mini Bertone est une petite voiture produite de 1974 à 1993 par le constructeur italien Innocenti sur un design du carrossier Bertone.

## Histoire
En 1969, c'est Luigi Innocenti, fils du créateur de la société décédé en 1966, qui dirige le constructeur automobile éponyme. À l’époque, les barrières douanières rendent souvent nécessaire la production sur place plutôt qu’une coûteuse importation. Conscient que le lancement de l'Autobianchi A112 et celui attendu de la Fiat 127 allait porter un rude coup à son modèle favori dérivé de la Mini britannique qu'il fabrique sous licence, il confie aux designers Bertone et Michelotti une mission d'étude d'un nouveau modèle de petite voiture pour remplacer la Mini.
L'association des deux designers, complétée par des ingénieurs spécialistes, aboutira à la présentation d'un tout nouveau modèle, reposant sur une nouvelle plate-forme équipée d'un nouveau moteur de 750 cm3.
Mais les disponibilités financières de la branche automobile du groupe industriel Innocenti ne permettent pas un tel investissement coûteux. De son côté, le constructeur britannique BMC fait pression, ou plus exactement exerce un chantage sur une possible interruption des livraisons des bases moteurs nécessaires à l'assemblage de la Mini Innocenti. Les suites de l'automne chaud italien de 1969, équivalent de Mai 68 en France, incite Luigi Innocenti à classer "sans suite" le projet. En 1971, victime de graves problèmes de santé, il devra finalement se résoudre à vendre la marque Innocenti au groupe anglais British Leyland nouvellement constitué sur les cendres de British Motor Corporation.
C'est Geoffrey Robinson qui est dépêché de Londres pour prendre la direction de la nouvelle filiale italienne Innocenti à Lambrate. Le projet commandé par son prédécesseur lui plait énormément car il a souffert de l'inconfort de sa Mini britannique et est convaincu que le modèle ne pourra survivre à la concurrence des nouveaux modèles italiens, Autobianchi A112 et Fiat 127 et étrangers annoncés.
Dès le début de l'année 1972, il confie à Bertone, qui fera travailler son chef de projet Marcello Gandini, le soin de retravailler le sujet en utilisant l'ancienne plate-forme anglaise ainsi que les moteurs. Il ne veut (ou ne peut) conserver que la partie carrosserie visible de la précédente étude. 
C'est ainsi que naîtront en 1974 les modèles Mini 90 avec le vieux moteur de 998 cm3 et Mini 120 avec le vieux moteur de 1 275 cm3.

## Première série: Mini 90/120 (1974-1976)
Cette nouvelle voiture a été lancée lors du Salon de l'automobile de Turin 1974. Dessinée par le maître carrossier Bertone en la personne de Marcello Gandini, cette voiture n'était qu'une évolution de la carrosserie de l'ancienne Innocenti Mini fabriquée sous licence British Motor Corporation par Innocenti. Ce sera le seul modèle du groupe automobile British Motor Corporation à bénéficier d'une mise à jour. Le groupe britannique, en graves difficultés financières, ne pouvait pas faire évoluer ses modèles même les plus anciens.
La nouvelle Mini Innocenti reprenait la mécanique des anciennes séries Mini classiques et était disponible dans les versions "90" de 998 cm3 et "120" de 1 275 cm3, moteurs habilement retravaillés surtout pour réduire leur consommation. Le public la connaîtra sous le label Mini Bertone.

## Faillite de Innocenti Leyland et reprise par De Tomaso
En 1976, le groupe British Leyland, en proie à d'énormes difficultés financières, est mis en administration judiciaire et doit vendre sa filiale Innocenti. C'est l'organisme d'État italien GEPI - Società per le Gestioni e Partecipazioni Industriali Société pour la Gestion et les Participations Industrielles qui rachète l'entreprise automobile et en confie la gestion à l'industriel italo-argentin Alejandro De Tomaso, déjà propriétaire de la marque De Tomaso.
Une nouvelle version de la Mini 120 est lancée, disposant du même moteur 1275 BL, mais avec des réglages différents, qui lui procurent un caractère plus sportif. Elle est commercialisée sous le nom Mini De Tomaso.
En 1977, Innocenti lance la finition SL pour chaque modèle de la gamme avec un niveau de finition nettement plus élevé que sur les anciens modèles. La gamme comprend désormais les 90N, 90SL, 120L et 120SL. C'est durant les années 1978 et 1979 qu'Innocenti atteint un maximum de ventes avec plus de 40 000 exemplaires annuels de sa Mini Bertone.
En 1980, Innocenti lance une évolution du modèle, la "Mille". La carrosserie reprend celle de la "90", mais bénéficie d'un restyling de l'ensemble qui rend la voiture plus moderne à l'extérieur et qui permet d'offrir une refonte complète de l'aménagement intérieur, avec une grande utilisation de velours et de moquette épaisse au sol. Cette première évolution sera ensuite confirmée avec l'apparition de la seconde série Tre Cilindri. La Mille sera la première voiture de ce gabarit et de ce prix à disposer de vitres teintées électriques en série.
Innocenti étudie également une version à 5 portes dont seulement les prototypes seront réalisés et qui ne sera jamais lancée en fabrication.
L'Innocenti Mini reste en fabrication jusqu'à la fin de l'année 1981, date à laquelle les engagements pris avec British Leyland arrivent à terme. De Tomaso, ne voulant plus des mécaniques Leyland, se tourne vers le japonais Daihatsu, filiale de Toyota, pour motoriser la seconde série.

## Seconde série: Trois cylindres/Small (1982-1993)
En 1982, après arrêt de la fourniture des vieilles mécaniques britanniques, l'Innocenti Mini bénéficie d'une substantielle refonte générale. Même si l'aspect extérieur semble être conservé, la base structurelle est fondamentalement différente. On pourrait classer la voiture dans la rubrique des nouveaux modèles avec l'utilisation d'une motorisation d'origine Daihatsu qui allait à l'opposé de la tendance générale, avec ses 3 cylindres.
La nouvelle voiture est immédiatement baptisée Tre cilindri - 3 cylindres, puisque effectivement le moteur ne dispose que de trois cylindres de 993 cm3 développant 53 ch. La nouvelle Mini est disponible avec trois niveaux de finition : S, SL et SE.
L'année suivante, la Mini Turbo De Tomaso est lancée, équipée du même moteur de 993 cm3 mais suralimenté avec un turbocompresseur. Ce sera le premier modèle De Tomaso à utiliser ce type d'alimentation.

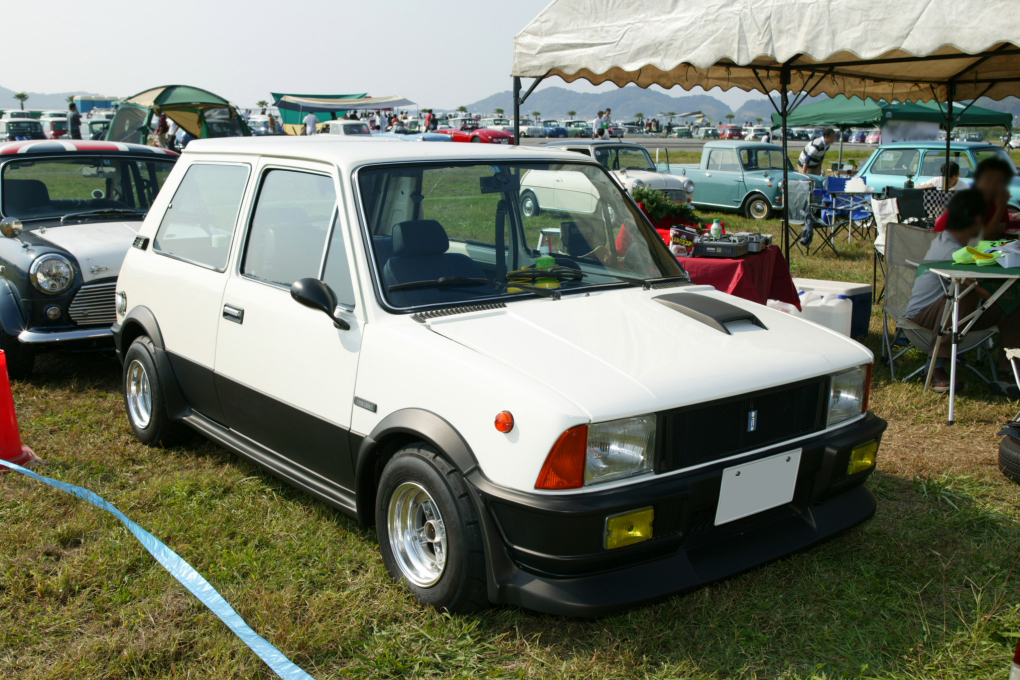
La MiniTre De Tomaso

En 1984, la Mini Bertone change de nom et devient MiniTre. Une version MiniMatic avec une boîte de vitesses automatique complète la gamme et la MiniDiesel, équipée du premier moteur diesel de moins d'un litre de cylindrée (993 cm3), voit le jour. Entre 1984 et 1986, la "MiniTre" est aussi exportée au Canada dans sa version America.
En 1985, Innocenti lance la Mini Innocenti 650, équipée d'un nouveau moteur bicylindre Daihatsu de 650 cm3 très économique et consommant très peu de carburant. En juin de la même année, les sociétés Nuova Innocenti et Maserati fusionnent. Les deux sociétés étaient détenues par GEPI et De Tomaso.
En 1986, le bureau d'études Innocenti essaie de relancer le projet de Mini allongée qui avait déjà été développé à la fin des années 1970. La 990 est lancée, c'est une Mini avec un empattement allongé, dont le comportement routier s'en trouve amélioré. Elle ressemble à la Mini Bertone, mais avec un pare-brise plus incliné. Une version luxe "990 Série Spéciale" est présentée au Salon de l'automobile de Turin 1990 avec un toit ouvrant en verre fumé et l'intérieur entièrement revêtu en alcantara.
À la fin de l'année 1987, la Mini 500 est lancée. Elle maintient l'empattement court et une finition de niveau L et LS. Elle dispose d'un moteur 3 cylindres de 548 cm3. C'est un succès commercial et, grâce à ce modèle, la marque Innocenti aura un bilan bénéficiaire pendant presque deux ans.
Au début de l'année 1990, De Tomaso rachète la totalité des parts détenues par GEPI mais cède à Fiat Auto 49 % du capital du groupe Maserati-Innocenti. Le but est de rentabiliser l'usine de Lambrate en y assemblant des Yugo Koral pour l'exportation. La production de la Mini Turbo De Tomaso s'arrête en fin d'année 1990. En 1991, la Mini 500 et la Mini 990 sont renommées Small 500 et Small 990. La petite Small 500 voit son moteur passer de 548 à 659 cm3, sans aucun changement au niveau de la puissance. À partir de 1992, pour satisfaire aux normes antipollution, toutes les voitures sont équipées de pots catalytiques.
La production de tous les modèles Innocenti Mini prend fin le 31 mars 1993 à la fin du dernier poste de travail à 17 h 30. Fin mai 1992, De Tomaso revend à Fiat toutes ses parts encore détenues dans le constructeur automobile. La marque Innocenti disparaîtra en 1998 après avoir été utilisée par Fiat pour distribuer, en Italie, ses modèles Fiat Uno produits au Brésil et en Pologne sous le nom Fiat Mille.
Les productions Innocenti, et notamment les Mini 2e série, resteront dans l'esprit des Italiens et des clients étrangers comme des voitures très économiques.

### La fin brutale de l'Innocenti Small
Au début des années 1990, plusieurs projets de mise à jour de la gamme Small étaient à l'étude, notamment au niveau de la carrosserie. Ces projets ne virent jamais le jour sans doute en raison de l'intégration de la marque dans le groupe Fiat qui avait visé, lors du rachat, les ateliers de production pour accroître son potentiel en Italie, plutôt que le modèle qui avait concurrencé ses Autobianchi A112 et Fiat Panda. 
Depuis que Fiat gérait l'usine de Lambrate, plusieurs composants de la Small 500 SE provenaient du géant de Turin comme le mobilier intérieur. Une étude portée à son terme prévoyait même d'y implanter les moteurs Fiat FIRE 750 et 1000, ce qui aurait évité de les importer du Japon. 
Mais au dernier moment, la décision de fermer l'usine fut prise car le site industriel en pleine zone urbaine avait été préempté par la commune de Milan conformément à son PLU qui voulait transférer les usines à l'extérieur de la zone urbaine et utiliser le site pour construire des logements. D'autres ont dit que Fiat ne voulait pas avoir une concurrente à sa Cinquecento et à la nouvelle Autobianchi-Lancia Y10.